# Autoroute A12 (Suisse)
Pour les articles homonymes, voir A12.
L'autoroute A12 est une autoroute de Suisse qui relie Vevey à Berne en passant par Fribourg. D'une longueur de 78 km, elle a été ouverte à la circulation entre 1971 et 1981. Elle est connectée à l'autoroute A9 à l'échangeur La Veyre (Vevey) et à l'autoroute A1 à l'échangeur Weyermannshaus (entrée sud de Berne). L'autoroute A12 fait partie de la route européenne 27.

## Itinéraire

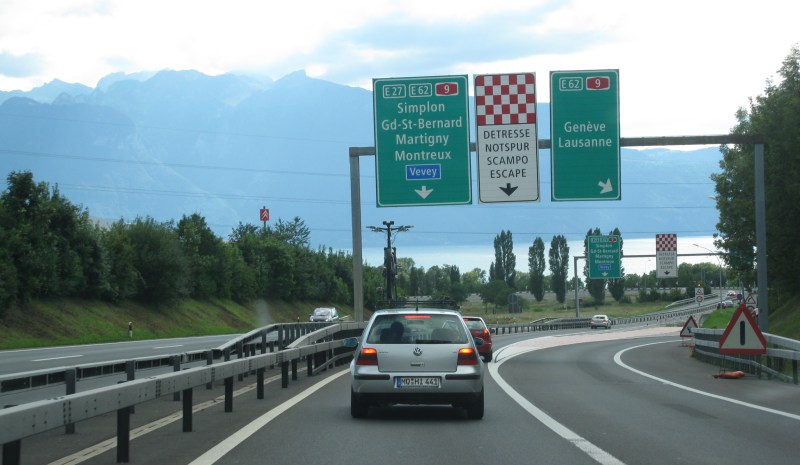
L'échangeur de La Veyre avec l'A9. Le tronçon raide (6%) entre Châtel-Saint-Denis (2) et La Veyre (1), surnommé le « toboggan », nécessite une voie de détresse en cas de dysfonctionnement des freins (vidéo en lien).

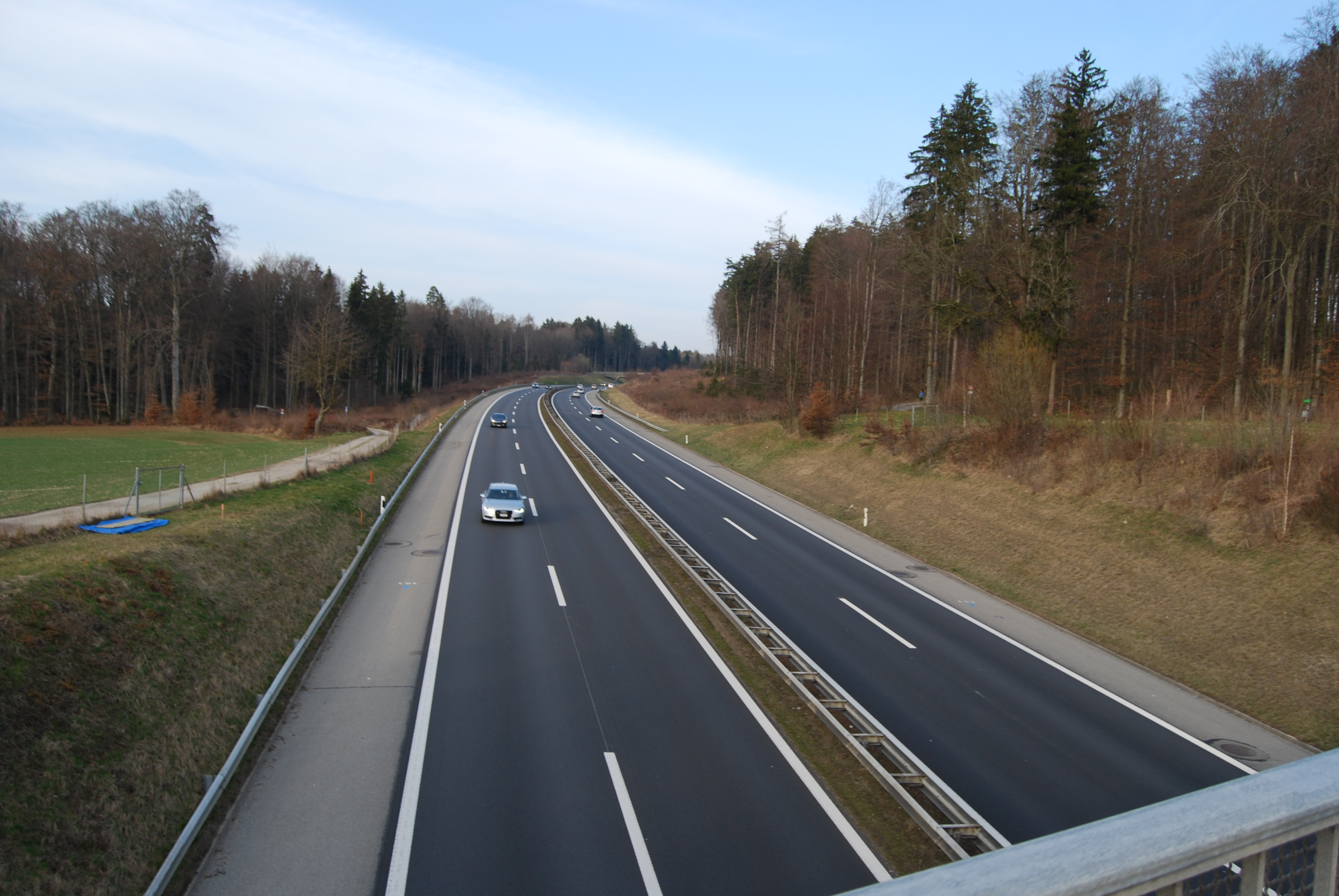
L'autoroute A12 à Villars-sur-Glâne entre Matran (6) et Fribourg-Sud (7).

|               | N° | km | Nom                    | Directions                                                                                              | Remarques                                  |
| ------------- | -- | -- | ---------------------- | --- | ------------------------------------------ |
| Échangeur     | 1  | 0  | La Veyre               | (Brigue-Lausanne-Vallorbe) vers Lausanne ou Grand-Saint-Bernard                                         | Voie de détresse dans le sens Châtel-Vevey |
| Sortie        | 2  | 7  | Châtel-St-Denis        | Châtel-St-Denis, T151 (semi-autoroute Châtel - ), Oron, Les Paccots                                     |                                            |
| Aire de repos |    | 18 | Aire de repos de Sâles | |                                            |
| Sortie        | 3  | 20 | Vaulruz                | Vaulruz, Oron, Romont, Police                                                                           |                                            |
| Sortie        | 4  | 26 | Bulle                  | Bulle, 189 (contournement semi-autoroutier de Bulle), Château-d'Œx, Charmey, Jaun, Gruyères, le Moléson |                                            |
| Restoroute    |    | 32 | Restoroute La Gruyère  | |                                            |
| Sortie        | 5  | 37 | Rossens                | Rossens, La Berra, Lac de la Gruyère                                                                    |                                            |
| Aire de repos |    | 41 | Aire de repos          | |                                            |
| Sortie        | 6  | 44 | Matran                 | Matran, 155, 181.1, Payerne, Romont                                                                     |                                            |
| Sortie        | 7  | 48 | Fribourg-Sud           | Fribourg-Sud, 181.2, Avenches, Hôpital cantonal                                                         |                                            |
| Sortie        | 8  | 51 | Fribourg-Nord          | Fribourg-Nord, 182, Avenches, Police, Forum Fribourg                                                    |                                            |
| Sortie        | 9  | 56 | Düdingen               | Düdingen, 177, Schwarzsee, Tafers, Laupen, Murten                                                       |                                            |
| Aire de repos |    | 59 | Aire de repos          | |                                            |
| Sortie        | 10 | 67 | Flamatt                | Flamatt, Laupen                                                                                         |                                            |
| Sortie        | 11 | 73 | Niederwangen           | Niederwangen, Oberwangen, Bümpliz-Süd                                                                   |                                            |
| Sortie        | 12 | 75 | Bümpliz                | Bümpliz, Köniz                                                                                          |                                            |
| Échangeur     | 13 | 78 | Weyermannshaus         | (Genève-Lausanne-Berne-Zurich-St. Margrethen) vers Neuchâtel ou Zurich                                  |                                            |

## Ouvrages d'art
- Viaduc de Fégire sur la Veveyse (512 m, 90 m de haut)
- Le toboggan (pente de 6 %, voie de détresse dans le sens de la descente Châtel - Vevey)
- Tunnel de Gumefens (340 m) (tranchée couverte)
- Tunnel d'Avry (170 m) (tranchée couverte)
- Viaduc du lac de la Gruyère (2 044 m, 33 piliers d'une hauteur allant de 2 à 85 m)
- Viaduc de la Glâne (200 m)
- Pont de la Madeleine sur le lac de Schiffenen (320 m, 41 m au-dessus du lac)
- Autobahnbrücke Flamatt (648 m, pente de 4 %)
- Tagbautunnel Thörishaus (110 m)
- Viadukt Weyermannshaus (912 m, 10 à 15 m de haut)